# Monterde de Albarracín
Monterde de Albarracín è un comune spagnolo di 73 abitanti situato nella comunità autonoma dell'Aragona.